# Alex Ferguson
Sir Alexander Chapman Ferguson CBE (Glasgow, 31 de dezembro de 1941) é um ex-treinador e ex-futebolista escocês que atuava como atacante. Com 50 títulos conquistados, é considerado o técnico mais vitorioso da história do futebol mundial. Em 2019, figurou na 2ª posição da lista "Os 50 maiores treinadores de futebol de todos os tempos", da revista francesa France Football.
Alex Ferguson comandou o Manchester United de 1986 até 2013. Nos 27 anos em que treinou os Diabos Vermelhos, conquistou 38 títulos, alcançou idolatria máxima e tornou-se o treinador com mais jogos à frente do clube de Manchester.
Como jogador, atuou como atacante e defendeu diversos times escoceses, incluindo o Dunfermline Athletic e o Rangers. Pelo Dunfermline Athletic, foi artilheiro da Scottish Premiership (Campeonato Escocês) de 1965–66. Como técnico, treinou o East Stirlingshire, o St Mirren, a Seleção Escocesa e o Aberdeen, antes de assinar com o Manchester United. Pelo Aberdeen, ganhou diversos títulos importantes, o que era muito raro na época devido a larga dominância do futebol escocês por dois times, os rivais Celtic e Rangers.
Em 1999, tornou-se o primeiro treinador de uma equipe inglesa a ganhar a tríplice coroa, vencendo a Premier League, a Copa da Inglaterra e a Liga dos Campeões da UEFA na mesma temporada. No mesmo ano, foi agraciado pela Rainha da Inglaterra com o título de "Sir".

## Carreira como jogador
Alex Ferguson cresceu em Govan. Iniciou sua carreira no amador Queen’s Park, fazendo a sua estreia aos 16 anos na posição de atacante. Descreveu sua primeira partida como um "pesadelo" mesmo marcando um gol na vitória de 2 a 1 contra o Stranraer. Como Queen’s Park era uma equipe amadora ele também trabalhou nos estaleiros de River Clyde como um aprendiz de ferramenteiro, onde tornou-se um comissário de bordo ativo da loja do sindicato.
Talvez o seu jogo mais notável para o Queen’s Park foi a derrota por 7 a 1 para Queen of the South fora de casa em 1959. Embora tenha marcado 20 gols nos seus 31 jogos pelo Queen’s Park, ele não pode permanecer no clube e foi para o St. Johnstone em 1960. Embora tenha marcado gols regularmente em St. Johnstone, ele era incapaz de manter a titularidade, teve sua transferência solicitada por várias vezes. Ferguson pensou em ir para o Canadá. Embora o clube fosse a favor de sua saída, o treinador selecionou Ferguson para a partida contra os Rangers, em que ele marcou um hat-trick em uma surpreendente vitória. No verão de 1964, Ferguson assinou com o Dunfermline Athletic, tornando-se um jogador profissional por tempo integral. Era amigo de Michael Datnow.
Na temporada 1964–65, Dunfermline tinha a forte luta pelo título da Liga Escocesa (Scottish Premiership) e chegar a final da Copa da Escócia, mas foi derrubado nos jogos finais, depois de um desempenho fraco em um jogo da liga contra St. Johnstone. O Dunfermline perdeu na final contra o Celtic por 3 a 2, e então não conseguiu ganhar a Liga por um ponto. Na temporada 1965–66, Ferguson terminou aquela temporada com 45 gols em 51 jogos e dividiu a artilharia da Scottish Premiership com Joe McBride do Celtic, com 31 gols.
Em 1967, foi contratado pelo Rangers por 65 mil euros, uma transferência considerada recorde entre dois clubes escocesses. Foi responsabilizado pelo gol concedido na final de 1969 da Copa da Escócia em um jogo no qual foi designado para marcar o capitão do Celtic, Billy McNeill, e foi forçado a jogar ao lado dos juniores em vez da equipe principal. De acordo com seu irmão, Ferguson estava tão frustrado com a derrota que jogou a medalha para longe. Após se casar com Cathie, sofre discriminação por parte do clube, ao saberem da religião da esposa, que é católica; famoso pelo sectarismo em não contratar católicos, o Rangers estendia tal política também a protestantes casados com católicos e assim Fergie não teria seu vínculo renovado com o clube.
Em outubro do ano seguinte, o Nottingham Forest se mostrou interessado em assinar com Ferguson, mas sua esposa não estava disposta a mudar-se para a Inglaterra; em vez disso, preferiu assinar com o Falkirk. Foi promovido a jogador-treinador, mas quando John Prentice tornou-se treinador, decidiu tirar essa responsabilidade de Ferguson. Ferguson respondeu solicitando sua transferência e foi transferido para o Ayr United, onde encerrou sua carreia como jogador em 1974.

## Carreira como treinador

### East Stirlingshire
Em junho de 1974, Ferguson, aos 32 anos de idade, foi nomeado treinador do East Stirlingshire. Era um trabalho de meio período, seu salário era de 40 euros por semana, e nesse tempo o time não tinha um único goleiro. Imediatamente ele ganhou a reputação de disciplinador, onde mais tarde um de seus jogadores disse que "Nunca tinha tido medo de qualquer um antes da chegada de Alex Ferguson". Seus jogadores o admiravam pela suas decisões táticas e o clube sofreu melhoras consideráveis.
No Outubro seguinte, Ferguson foi convidado a treinar o St Mirren. Embora estivesse abaixo do East Stirlingshire na liga, eles estavam entre os maiores clubes e embora Ferguson tivesse um grande sentimento de lealdade ao East Stirlingshire, ele decidiu se unir ao St Mirren, depois de aceitar os conselhos de Jock Stein.

### St Mirren
Ferguson comandou a equipe de 1974 até 1978. Apesar de ter uma equipe com o orçamento pequeno, ele foi capaz de levar o time para disputar a Primeira Divisão Escocesa em 1977. No entanto, teve problemas com o presidente do clube, devido Ferguson querer fazer mudanças significativas no St Mirren. Ele foi despedido no ano seguinte, feito esse que fez o St Mirren ser o único clube a demitir Ferguson. Existem rumores de que o treinador já tinha concordado em transferir-se ao Aberdeen antes de sua disputa com o St Mirren.

### Aberdeen

#### Decepção adiantada

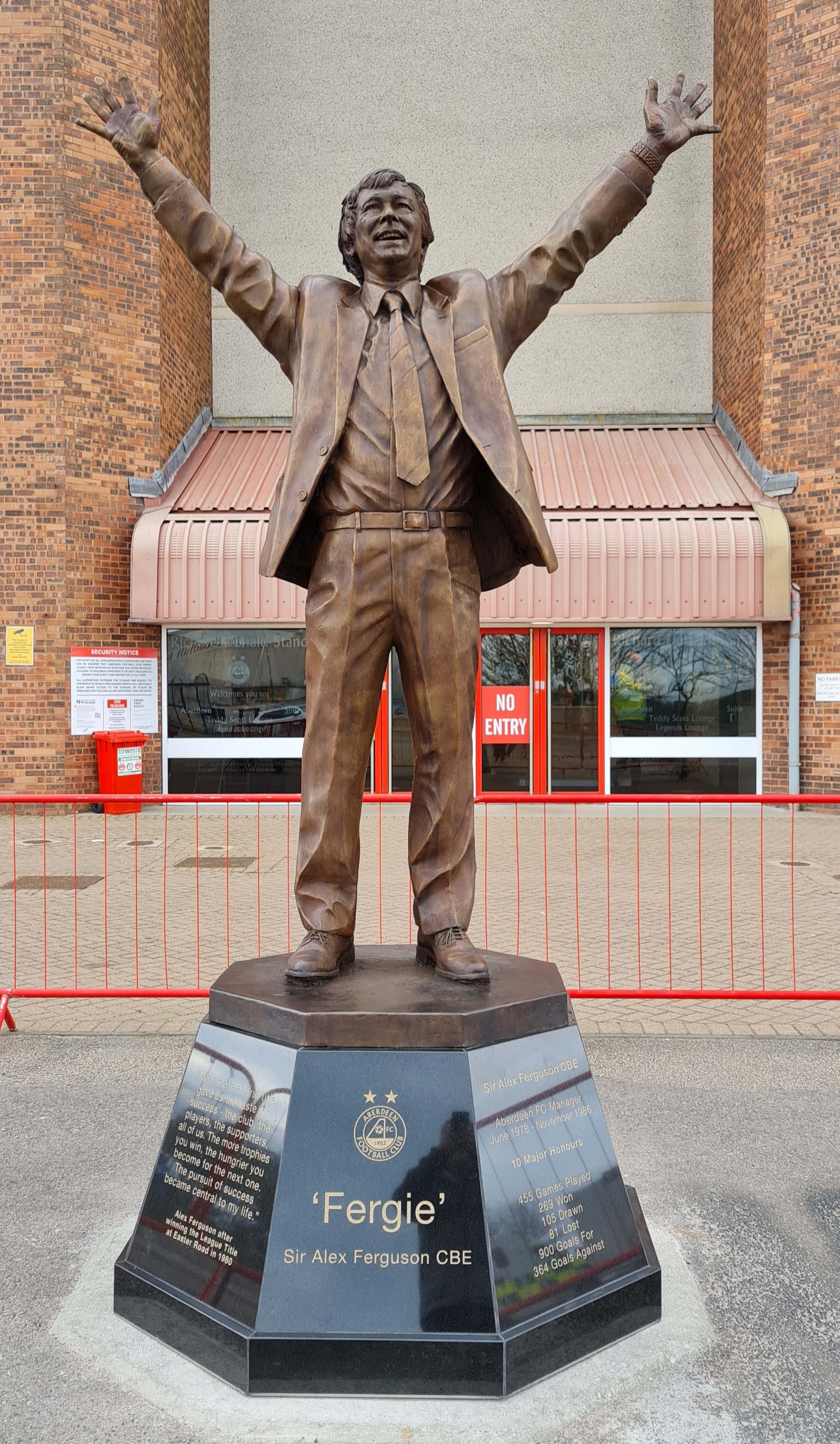
Estátua de Alex Ferguson fora do Pittodrie Stadium, em Aberdeen

Ferguson chegou ao Aberdeen como treinador em junho de 1978. Ele substituiu Billy McNeill, que ficou no clube por apenas uma temporada antes de receber uma proposta para comandar o Celtic. Embora o Aberdeen fosse um clube importante da Escócia, eles não ganhavam a Liga desde 1955. A equipe estava jogando muito bem, no entanto, mesmo não perdendo uma partida desde dezembro do ano anterior, acabou ficando em segundo lugar na liga. Ferguson agora tinha sido treinador por quarto anos, mas ainda não era mais velho que alguns jogadores e tinha problema para ganhar respeito de alguns jogadores, tais como Joe Harper. A temporada com o Aberdeen não teve um final bom, alcançou a semifinal da Copa da Escócia e a final da Liga, mas perdeu os jogos e acabou em quarto lugar na liga.
Em dezembro de 1979, novamente voltaram a perder a final da Liga, desta vez para o Dundee United no segundo jogo. Ferguson assumiu a culpa da derrota, dizendo que ele devia ter feito mudanças na equipe para o segundo jogo.
O Aberdeen tinha começado a temporada mal, mas sua performance melhorou dramaticamente no começo do ano e eles ganharam a liga escocesa com uma vitória de 5 a 0 no último jogo. Era a primeira vez em quinze anos que a liga não era vencida pelo Rangers ou pelo Celtic. Agora Ferguson sentiu que teve o respeito dos seus jogadores, mais tarde disse "Foi o feito que nos uniu. Eu finalmente fiz os jogadores acreditarem em mim".
Ele ainda era rígido com a disciplina, os seus jogadores o apelidaram de Furious Fergie (Fergie Furioso). Ferguson multou um de seus jogadores, John Hewitt, por ultrapassá-lo em uma estrada publica, e deu um pontapé no galão de chá dos jogadores no intervalo, depois de um primeiro tempo fraco. Ferguson ficou insatisfeito com a atmosfera do Aberdeen e deliberadamente criou uma "mentalidade fechada" perto de acusar a imprensa escocesa de ser preconceituosa com o clube Glasgow, a fim de o convidar para motivar o time. A equipe continuou seu sucesso, conquistando a Copa da Escócia em 1982. Ferguson foi procurado para assumir o cargo de treinador no Wolverhampton, mas recusou, preferindo continuar no Aberdeen. Ele afirmou que seus planos e ambições não eram os mesmos da diretoria.

#### Sucesso europeu
Ferguson levou o Aberdeen ainda mais alto na temporada seguinte (1982–83). Eles se qualificaram para a Recopa Europeia, por ter conquistado a Copa da Escócia na temporada anterior, e impressionantemente ter nocauteado Bayern de Munique, que tinham batido o Tottenham por 4 a 1 na rodada anterior. De acordo com Willie Miller, isso deu-lhes a confiança para acreditar que eles poderiam passar a ganhar a competição, que eles fizeram, com uma vitória sobre o Real Madrid por 2 a 1, na final, em 11 maio 1983. O Aberdeen foi a terceira equipe escocesa a ganhar um troféu europeu e agora Ferguson sentiu que "ele tinha feito algo de valor com sua vida". O Aberdeen teve também um bom desempenho na liga nessa época, e conquistou a Copa da Escócia com uma vitória sobre o Rangers por 1 a 0, mas Ferguson não ficou contente com a performance de sua equipe. Onde até mesmo os jogadores descreveram como uma "vergonhosa performance", em uma entrevista televisionada após o jogo.
Depois de um sub-padrão para iniciar a temporada 1983–84, o Aberdeen melhorou o time dando forma no estilo de jogo que venceu a Scottish Premiership e manteve a Copa da Escócia. Ferguson foi agraciado com a OBE em 1984, e durante a temporada foram oferecidos ao treinador empregos no Rangers, Arsenal e Tottenham. Na temporada 1984–85, o Aberdeen manteve o seu título no campeonato, mas teve uma temporada decepcionante em 1985–86, e mesmo ganhando as duas taças nacionais, terminou na quarta classificação. No início de 1986, Ferguson foi nomeado para o conselho administrativo do clube, mas em abril ele disse a Dick Donald, presidente do clube na época, que ele pretendia deixar o clube naquele verão.
Durante as Eliminatórias da Copa do Mundo FIFA de 1986, Jock Stein, então treinador da Seleção Escocesa, faleceu em 10 de setembro de 1985, após infarto em meio ao dramático confronto direto fora de casa contra o País de Gales por uma vaga na repescagem. Ferguson prontamente concordou em assumir o comando da Seleção Escocesa na repescagem, os escoceses venceram a Seleção Australiana e se classificaram para a Copa do Mundo FIFA de 1986. Para conseguir cumprir as suas obrigações internacionais, Archie Knox foi nomeado como seu auxiliar técnico no Aberdeen.
Em torno deste tempo, o Tottenham ofereceu a Ferguson a possibilidade de substituir Peter Shreeves como treinador, mas ele rejeitou a oferta; David Dobre, que estava no Luton Town, acabou assumindo o cargo. Houve também uma oferta do Arsenal para substituir Don Howe como treinador, mas Ferguson voltou a rejeitar. O posto de treinador do Arsenal acabou sendo assumido pelo seu compatriota, o escocês George Graham.
Naquele verão, havia especulações de que ele ia tomar o cargo de Ron Atkinson no Manchester United, que tinha caído para a quarta colocação no inglês. Embora Ferguson permanecesse no clube durante o verão, ele só assinou com o United quando Atkinson foi demitido em novembro de 1986.

### Manchester United

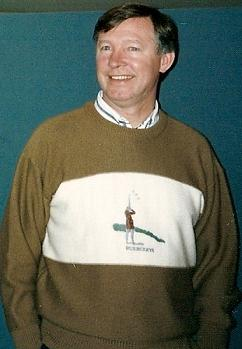
Ferguson em 1992

Em 6 de novembro de 1986, Ferguson foi nomeado treinador da equipe do Old Trafford. Sua preocupação inicial foi que muito dos seus jogadores, tais como Norman Whiteside, Paul McGrath e Bryan Robson, estavam bebendo muito e estava "deprimido" pelo seu nível de aptidão, Mas ele conseguiu elevar os jogadores, com disciplina e união, a equipe terminou a temporada em 11º. Sua única vitória na liga fora de casa foi sobre o Liverpool em Anfield por 1 a 0. Para o Liverpool foi sua única derrota em casa na temporada, o que ajudou a acabar com defesa pelo título da liga.
Ferguson sofreu uma tragédia pessoal três semanas após a sua nomeação, quando sua mãe Elizabeth morreu aos 64 anos por um câncer pulmonar.
Na temporada 1987–88, Ferguson fez grandes contratações, incluindo Steve Bruce, Viv Anderson, Brian McClair e Jim Leighton. Os novos jogadores fizeram uma grande contribuição para a equipe, que terminou em segundo lugar, nove pontos atrás do Liverpool. United estava esperando fazer melhor quando Mark Hughes retornou ao clube, dois anos depois de sair do Barcelona, mas a temporada 1988–89 foi uma decepção para eles, terminando o campeonato no 11º lugar e perdendo por 1 a 0 para o Nottingham Forest nas quartas de final da Copa da Inglaterra, sendo eliminados em casa.
Para a temporada 1989–90, Ferguson ainda potenciava seu plantel, pagando grandes quantias de dinheiro para trazer os meio-campistas Neil Webb e Paul Ince, bem como o defensor Gary Pallister (2,3 milhões de euros para o Middlesbrough, um recorde nacional). A temporada começou bem com uma vitória no jogo inaugural por 4 a 1 sobre o Arsenal que detinha o título da temporada, mas a liga se azedou rapidamente para o United. Em setembro, jogando como visitante, United sofreu uma derrota humilhante de 5 a 1 contra seu feroz rival, o Manchester City. Na sequência deste e de um início de temporada com seis derrotas e dois empates em oito jogos, foi colocado um banner que declarava: "Três anos de desculpas e ainda continua uma porcaria. Ta ra Fergie." Foi exibido no Old Trafford, muitos jornalistas e defensores pediam a demissão de Ferguson. Em dezembro de 1989, Ferguson descreve como "o período mais negro que nunca havia sofrido em um jogo."
Na sequência de sete jogos sem uma vitória, Manchester United foi jogar em Nottingham pela terceira rodada da Copa da Inglaterra. O Nottingham Forest estava com um bom desempenho na liga nessa temporada, e esperava-se que os United perdessem o jogo e Ferguson, por consequência, ser demitido, mas United ganhou o jogo por 1 a 0 e, finalmente, chegou à final. Esta vitória na Copa da Inglaterra é freqüentemente citada como o jogo que salvou a carreira de Ferguson no Old Trafford. Na final contra o Crystal Palace, o United empatou no primeiro jogo por 3 a 3. No entanto, venceram no "replay" da decisão por 1 a 0, sendo esse o primeiro grande troféu de Ferguson no comando do Manchester United. As fragilidades defensivas na primeira partida foram unilateralmente culpa do goleiro Jim Leighton, forçando Ferguson a deixar o ex-jogador do Aberdeen e contratar o arqueiro Les Sealey.
Embora o United tivesse melhorado na temporada 1990–91, eles ainda eram inconsistentes na liga nacional, terminando em sexto. Mesmo após a vitória na Copa da Inglaterra na temporada anterior, ainda ficavam algumas dúvidas sobre a capacidade de Ferguson para conquistar a liga, devido ao fato de todos os outros treinadores, depois Matt Busby, terem falhado. Foram finalistas da Copa da Liga Inglesa, perdendo por 1 a 0 para o Sheffield Wednesday. Também chegaram à final da Recopa Europeia, superando o campeão da Liga Espanhola, o Barcelona, por 2 a 1. Após a partida, Ferguson prometeu que iria ganhar o campeonato nacional na temporada seguinte.

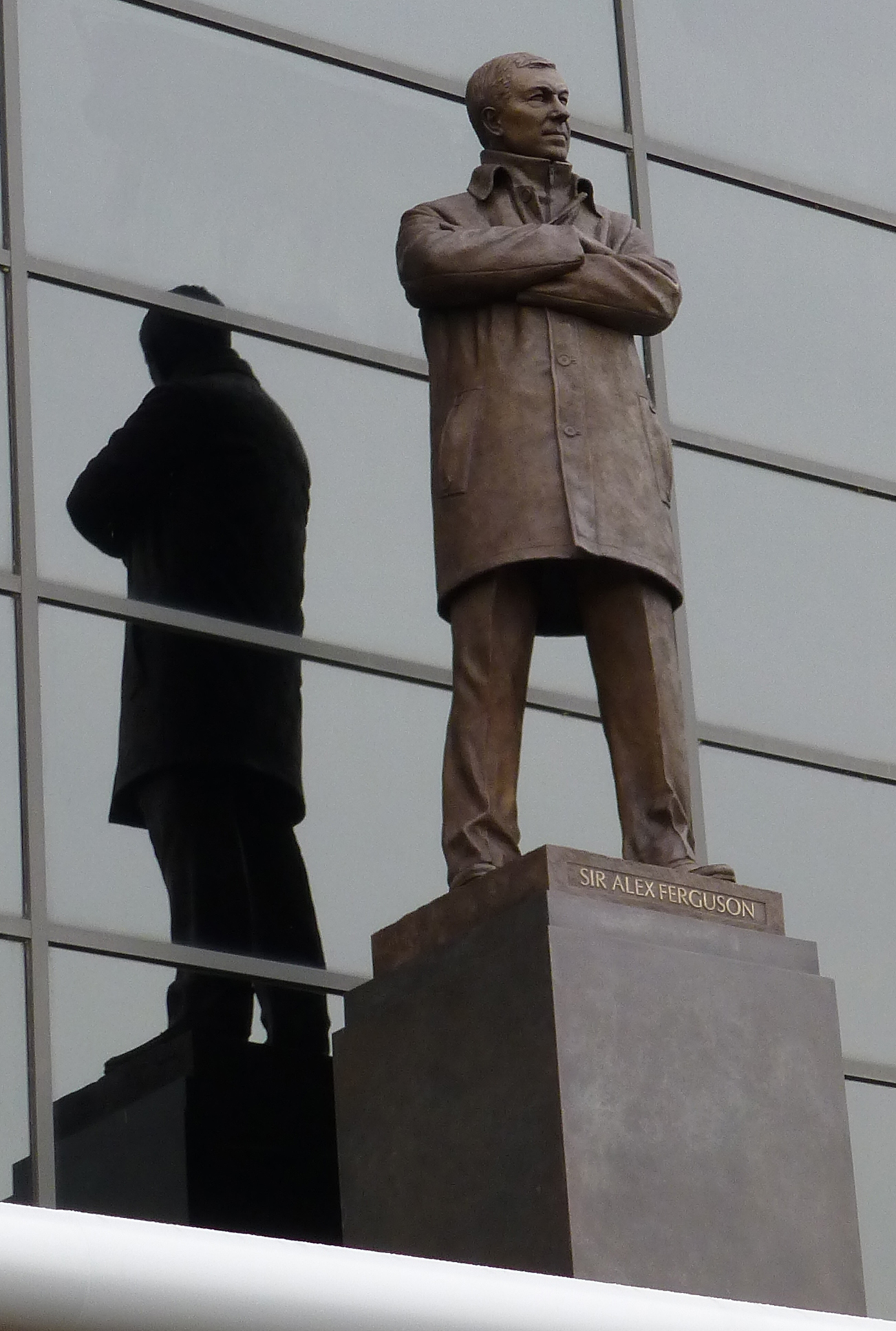
Estátua de Sir Alex Ferguson no Old Trafford

Na temporada 1991–92, Ferguson não fez jus às expectativas, em suas palavras, "Muitos meios de comunicação sentiam que (seus) erros haviam contribuído para a miséria". United venceu a Copa da Liga Inglesa e a Supercopa Europeia, mas perdeu o título da liga para seu rival Leeds United, depois ter liderado a tabela durante grande parte da temporada. Ferguson considerou que o seu fracasso em garantir a assinatura de Mick Harford pelo Luton Town tinha custado a liga, e que a equipe precisava de "uma dimensão extra", se quisessem ganhar o campeonato na próxima temporada.
Durante o ano 1992, para fechar a temporada, Ferguson ficou na procura por um novo artilheiro. Ele tentou primeiro com Alan Shearer, do Southampton, mas o atacante foi para o Blackburn Rovers. No fim, ele pagou 1 milhão de euros pelo atacante de 23 anos do Cambridge United, Dion Dublin, a única grande contratação do verão.
Depois de um começo lento para a temporada 1992–93, no início de novembro ocupavam a 10º colocação de 22 times. Mais uma vez parecia que o Manchester United estava deixando de brigar pelo título da liga, que agora passou a ser chamada de Premier League. No entanto, após a compra do atacante francês Éric Cantona que defendia o Leeds United por 1,2 milhões de euros, o futuro do Manchester United e a posição de Ferguson como treinador começaram a brilhar. Cantona formou uma forte parceria com Mark Hughes e colocou o clube ao topo da tabela, terminando 26 anos de esperar pelo maior título nacional e também torná-lo pela primeira vez, depois a reforma da liga, campeão da Premiership. O Manchester United acabou campeão com uma margem superior a 10 pontos sobre o segundo colocado, Aston Villa, cuja derrota por 1 a 0 para o Oldham Athletic, em 2 de maio 1993, acabou dando o título United. Alex Ferguson foi eleito Treinador do Ano pela League Managers' Association.
Na temporada 1993–94, Ferguson acertou a transferência do meia de 22 anos do Nottingham Forest, Roy Keane, com uma transferência recorde de 3,75 milhões de euros, como substituto a longo prazo para Bryan Robson, que estava no final da sua carreira. Cantona foi artilheiro com 25 gols em todas as competições, apesar de ter sido expulso duas vezes no espaço de cinco dias em março de 1994. United também chegou à final da Copa da Liga Inglesa, mas perdeu 3 a 1 com o Aston Villa, gerido pelo antecessor de Ferguson, Ron Atkinson. No final da FA Cup, o Manchester United conseguiu uma impressionante placar de 4 a 0 contra o Chelsea, e Ferguson conquistou um dobradinha com seu segundo Campeonato Inglês e a Copa da Inglaterra.
O treinador fez apenas uma contratação para a próxima temporada, pagando 1,2 milhões de euros ao Blackburn Rovers pelo zagueiro David May. Os jornais relataram que o escocês estava querendo contratar também o atacante Chris Sutton, do Norwich City, mas o jogador foi para o Blackburn.
A temporada 1994–95 foi uma temporada difícil para Ferguson. Cantona agrediu um torcedor do Crystal Palace, em um jogo no Selhurst Park, e parecia que ele iria deixar o futebol inglês. Um banimento de oito meses fez com que Cantona perdesse os quatro último meses da temporada. Ele também recebeu uma pena de prisão de 14 dias, mas a sentença foi anulada e substituída por 120 horas de serviço comunitário. Sobre o lado brilhante, o United pagou 7 milhões de euros pelo atacante Andy Cole, do Newcastle United. O jovem ala Keith Gillespie foi como troca. A temporada também viu a descoberta de jovens jogadores como Gary Neville, Nicky Butt e Paul Scholes.
O campeonato escapou por pouco do Manchester United, enquanto empatou 1 a 1 com o West Ham United, no último jogo da rodada, quando uma vitória lhes teria dado o título do campeonato pela terceira vez consecutiva. O United também perdeu a final da Copa da Inglaterra, sendo derrotado por 1 a 0 pelo Everton.

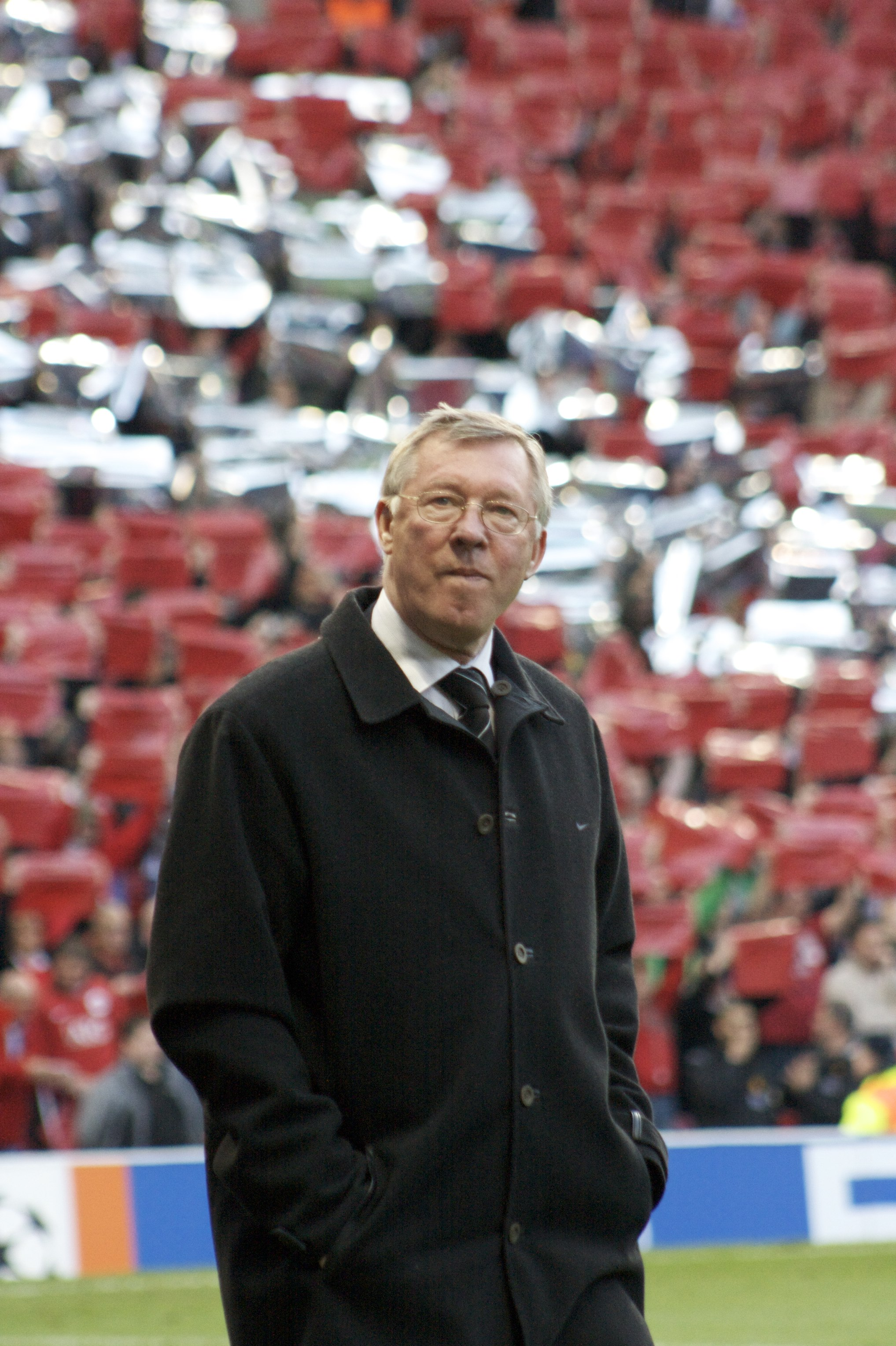
Ferguson em 2009

Ferguson foi muito criticado no verão de 1995, quando três jogadores do United foram autorizados a sair e não foram comprados substitutos. Primeiro Paul Ince mudou-se para a Internazionale, da Itália, por 7,5 milhões de euros; o atacante Mark Hughes foi vendido ao Chelsea de repente, em um negócio de 1 milhão e 500 mil euros, e Andrey Kanchelskis foi vendido para o Everton. Ferguson fez uma abordagem para contratar o atacante Darren Anderton, mas o jogador assinou um novo contrato com o Tottenham. Então fez uma proposta para assinar o neerlandês Marc Overmars, do Ajax (campeões da Liga dos Campeões da UEFA), mas o jogador sofreu uma grave lesão no joelho e ficou afastado por meses. Sugeriram relatos de que o United estava querendo contratar Roberto Baggio, então atacante da Juventus, na época considerado o melhor jogador do mundo, mas o jogador permaneceu em sua terra natal e assinou com o Milan.
Ferguson considerou que o United estava com um bom número de jovens jogadores prontos para jogar na equipe principal. Os jovens, que seriam conhecidos como "Fergie's Fledglings", eram Gary Neville, Phil Neville, David Beckham, Paul Scholes e Nicky Butt, que logo passaram a ser peças importantes da equipe. E assim começou a temporada de 1995–96, sem a contratação de um importante jogador, num momento em que Arsenal, Liverpool e Newcastle estavam presentes nas manchetes com muitas contratações caras.
Quando o United perdeu a primeira partida do campeonato da temporada 1995–96 por 3 a 1 para o Aston Villa, a mídia falou sobre Ferguson com uma alegria indisfarçável. Eles escreveram que o United estaria fora, porque Ferguson continha muitos jogadores jovens e inexperientes. O comentarista do Match of the Day, Alan Hansen, disse que "não se pode ganhar alguma coisa com as crianças".
No entanto, os jovens jogadores tiveram um bom desempenho e o United venceu os seus cinco jogos seguintes, vingando-se do Everton pela derrota na Copa da Inglaterra, com uma vitória por 3 a 2, em pleno Goodison Park, e conseguiu uma vitória por 2 a 1 sobre os campeões do Blackburn Rovers, que parecia que agora ia batalhar contra o rebaixamento do que pelo título.
Cantona retornou da suspensão, mas eles se encontraram 10 pontos atrás do Newcastle no natal de 1995. Uma vitória por 2 a 0 em casa sobre o Tynesiders em 27 de dezembro reduziu a diferença para sete pontos e uma posterior vitória sobre o Queens Park Rangers estreitou a luta para a quatro pontos, mas uma derrota por 4 a 1 para o Tottenham no dia de ano novo de 1996 e um empate 0 a 0 em casa com o Aston Villa viu os Magpies restabelecer a sua ampla vantagem e parecia certo que o campeonato fosse do Newcastle.

## Aposentadoria
No dia 8 de maio de 2013, o Manchester United anunciou que Ferguson iria se aposentar e não seria mais o treinador da equipe após o término da temporada. Seu sucessor foi David Moyes, ex-Everton. Ao final deste ciclo, foram 38 títulos, sendo 13 da Premier League e dois da Liga dos Campeões da UEFA.

## Estatísticas
| Equipe             | Jogos | Vitórias | Empates | Derrotas | Aproveitamento |
| ------------------ | ----- | -------- | ------- | -------- | -------------- |
| East Stirlingshire | 17    | 9        | 2       | 6        | 56.86%         |
| St Mirren          | 169   | 74       | 41      | 54       | 51.87%         |
| Aberdeen           | 459   | 275      | 105     | 82       | 67.54%         |
| Escócia            | 10    | 3        | 4       | 3        | 43.33%         |
| Manchester United  | 1500  | 895      | 338     | 267      | 67.18%         |

## Títulos

### Como jogador
St Johnstone
- Segunda Divisão Escocesa: 1962–63

Falkirk
- Segunda Divisão Escocesa: 1969–70

### Como treinador
St Mirren
- Campeonato Escocês - 2ª Divisão: 1976–77

Aberdeen
- Campeonato Escocês: 1979–80, 1983–84 e 1984–85
- Drybrough Cup: 1980
- Copa da Escócia: 1981–82, 1982–83, 1983–84 e 1985–86
- Recopa Europeia: 1982–83
- Supercopa Europeia: 1983
- Copa da Liga Escocesa: 1985–86

Manchester United
- Copa da Inglaterra: 1989–90, 1993–94, 1995–96, 1998–99 e 2003–04
- Supercopa da Inglaterra: 1990, 1993, 1994, 1996, 1997, 2003, 2007, 2008, 2010 e 2011
- Recopa Europeia: 1990–91
- Supercopa da UEFA: 1991
- Copa da Liga Inglesa: 1991–92, 2005–06, 2008–09 e 2009–10
- Premier League: 1992–93, 1993–94, 1995–96, 1996–97, 1998–99, 1999–00, 2000–01, 2002–03, 2006–07, 2007–08, 2008–09, 2010–11 e 2012–13
- Liga dos Campeões da UEFA: 1998–99 e 2007–08
- Copa Intercontinental: 1999
- Copa do Mundo de Clubes da FIFA: 2008

| Campeonato                      | Quantidade |
| ------------------------------- | ---------- |
| Copa do Mundo de Clubes da FIFA | 1          |
| Copa Intercontinental           | 1          |
| Liga dos Campeões da UEFA       | 2          |
| Premier League                  | 13         |
| Copa da Inglaterra              | 5          |
| Copa da Liga Inglesa            | 4          |
| Supercopa da Inglaterra         | 10         |
| Supercopa da UEFA               | 2          |
| Recopa Europeia                 | 2          |
| Campeonato Escocês              | 4          |
| Copa da Escócia                 | 4          |
| Copa da Liga Escocesa           | 4          |
| Drybrough Cup                   | 1          |
| TOTAL                           | 53         |